# Szentháromság-szobor (Makó)

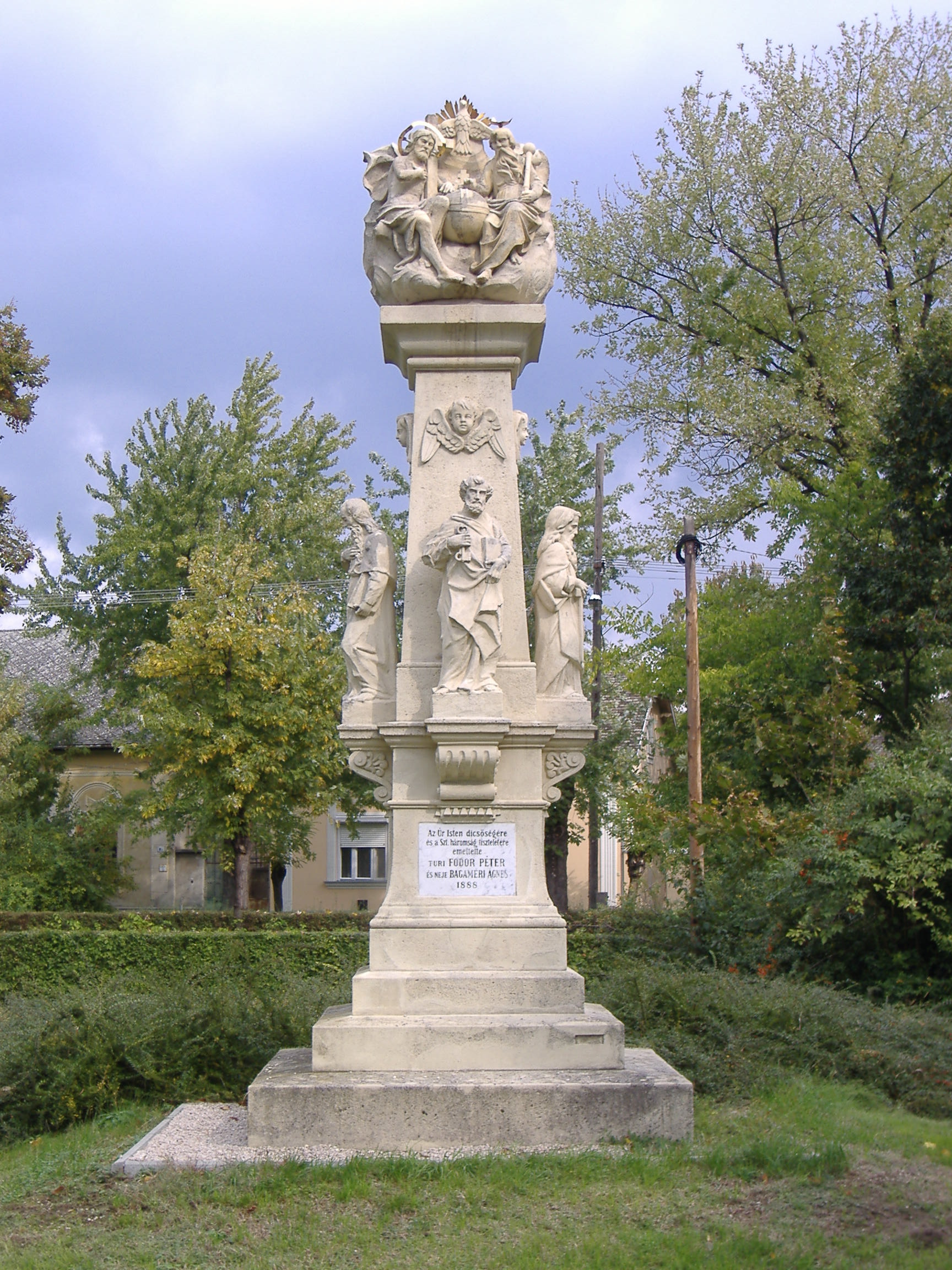
A Szentháromság-szobor

A makói Szentháromság-szobor egyike a város legrégebbi műtárgyainak, amely a Városközpontban található, a Szent István Plébániatemplom melletti parkban.
A szobor neobarokk stílusban készült 1888-ban. A rajta elhelyezett emléktábla szerint Turi Fodor Péter és felesége, Bagaméri Ágnes emelte az Úristen dicsőségére. A szükséges helyet a polgármesteri hivatal adta ajándékba.
Az oszlop lábazatos, több lépcsős, és oszlopfejes. Tetején található a Szentháromság, a három alak Szent Pált, Szent Pétert és Szent Jánost ábrázolja; fölöttük egy-egy szárnyas angyalfej-relief látható.
Valószínűleg hálaadási célból állították. A kor izlésére jellemzően mellőzi a túldíszítettséget és mozgalmas megformálást. A szobor alakjai eredetileg színesek voltak. Első restaurálása 1941-ben került sor, amelyet Bácskai Karle István szegedi szobrászművész végzett el. Pótolta a hiányzó részeket, eltávolította a festést, és az időjárással szemben ellenállóbbá tette. A második világháború után többször rongálás áldozatává vált. Gajdos Dezső helyreállítása után a figurák szenvedtek el csonkítást. Makó város önkormányzata 2002-ben restaurálta a szorot, amelyet május 26-án áldott meg Gyulay Endre, a Szeged-Csanádi Egyházmegye püspöke.
A műemlékjegyzék szerint a római katolikus plébániatemplom műemléki környezetéhez tartozik, törzsszáma 9043.